# Euastacus maidae
Euastacus maidae là một loài tôm hùm nước ngọt Úc trong họ Parastacidae. Nó chỉ được tìm thấy ở một lưu vực sông ở Gold Coast, Queensland, Úc, và được xếp vàp nhóm loài cực kỳ nguy cấp của Sách đỏ. Bao quanh môi trường sống của chúng là rừng mưa bán nhiệt đới. Loài này có thể cũng xuất hiện ở các lưu vực có lượng mưa lớn nằm cạnh đó.